# Curt von Ulrich
Curt von Ulrich, född 14 april 1876 i Fulda, död 2 februari 1946 i Specialläger Nr. 8, Torgau, var en tysk politiker och SA-Obergruppenführer. Han var riksdagsledamot från 1930 till 1945 och Oberpräsident i Provinsen Sachsen från 1933 till 1944.